# Глен Мийд
Глен Мийд (на английски: Glenn Meade) е ирландски журналист, драматург и писател на бестселъри в жанра трилър.

## Биография и творчество
Глен Мийд е роден през 1957 г. в предградието Финглас на Дъблин, Ирландия, в работническо семейство. Завършва телекомуникации. След дипломирането си работи в Ню Хампшър като специалист в областта на обучението на пилоти с тренажор за „Еър Лингус“. Той също иска да стане пилот, но заради проблем с очите не е одобрен. В Ню Хампшър прави опити да интервюира Селинджър. После работи като журналист за „Айриш Таймс“ и „Индипендънт“. В края на 80-те пише и режисира редица свои пиеси за театър „Странд“ в Дъблин, но без особен успех.
Идеята за първия му роман идва, когато пътува в Германия за написването на статия за нацисткото злато, изчезнало в края на Втората световна война. Там се запознава с възрастен бивш офицер от СС, който му разказва забележителна и много лична история за тайна от войната.
Първият му роман, „Brandenburg“, е публикуван през 1994 г. Книгата става бестселър и го прави известен.
Произведенията на писателя винаги са в списъците на бестселърите и са преведени на над 25 езика по света. Той печели репутацията си с щателно проучените истории, за които прави обиколки и изследвания в Русия, Близкия изток и Европа.
В края на 90-те се запознава с бъдещата си съпруга Ким, фармацевт, при обиколка за представяне на книга във Вашингтон. Жени се за нея през 2009 г. Прекарва много от времето в американския юг.
Глен Мийд живее със семейството си в Дъблин и в Ноксвил, Тенеси.

## Произведения

### Самостоятелни романи
- Brandenburg (1994)
- Snow Wolf (1995)
Снежен вълк, изд.: ИК „Хермес“, Пловдив (1998), прев. Огнян Алтънчев
- The Sands of Sakkara (1999)
Пясъците на Саккара, изд.: Посоки, София (1999), прев. Тинко Трифонов
- Resurrection Day (2002)
- Web of Deceit (2004)
Измамата, изд.: ИК „Бард“, София (2006), прев. Иван Златарски
- Devil's Disciple (2006)
- The Second Messiah (2011)
- The Romanov Conspiracy (2012)
- The Last Witness (2014)
- The Cairo Code (2016)
- Unquiet Ghosts (2017)

### Документалистика
- Seconds To Disaster (2012) – с Рей Ронан